# Bent Sørensen (komponist)
 Der er for få eller ingen kildehenvisninger i denne artikel, hvilket er et problem. Du kan hjælpe ved at angive troværdige kilder til de påstande, som fremføres i artiklen.

 Der er flere personer med dette navn, se Bent Sørensen.
Bent Sørensen (født 18. juli 1958) er en dansk komponist, der studerede komposition hos Ib Nørholm på Det kgl. danske Musikkonservatorium og hos Per Nørgård på Det Jyske Musikkonservatorium. Sørensen modtog i 1996 Nordisk Råds Musikpris.
Ved Esbjerg Ensemblets komponistworkshop i 1982 vakte den selvlærte 24-årige komponist Sørensen stor opsigt. Rødderne var på det tidspunkt folkemusikalske, men undervisning i komposition af både Ib Nørholm og Per Nørgård i perioden 1983-91 flyttede ham i nye musikalske retninger.
I 1984 markerede værket Alman gennembruddet for Sørensen. Vigtigere var det dog, at strygekvartetten Arditti viste, at hans musik kunne opføres, hvilket man på det tidspunkt troede umuligt. Kammermusikensemblet var Sørensens fortrukne. I den senere produktion er der blevet åbnet for et næsten romantisk univers og større musikalske former som Birds and Bells.
Sørensens stilistiske åbenhed og opmærksomhed på detaljen gjorde, at han i løbet af 1980'erne fandt sit eget unikke udtryk. Den til tider døds-stille musik domineredes af kvarttoner, glissandoer, tremoloer og staccatoer, ofte i særprægede besætninger og i ekstreme registre. For også instrumenterne måtte underordne sig det musikalske udtryk.
Anerkendelsen kom i 1996, da Sørensen som den tredje dansker modtog Nordisk Råds Musikpris for sit værk Sterbende Gärten (Døende haver). Et gennemgående tema hos Sørensen er netop verdens og naturens forgængelighed og degenerering. Temaet går igen i titler som Funeral Procession og The Deserted Churchyards. Sidstnævnte var inspireret af de vestjyske kirkegårde, som havet snart opsluger.
Med Sørensens musik føler man ofte, at den iagttages på afstand. Selv sammenligner han sin musik med maleren Georges Seurats prikbilleder, som kun set på afstand giver en sammenhæng.
Bent Sørensen danner par med pianisten Katrine Gislinge, som flere af hans værker er skrevet til. Han har to børn fra et tidligere ægteskab.